# Castoroides
Castoroides, también denominado como el castor gigante, es un género extinto de castor que vivió en Norteamérica durante el Pleistoceno. C. leiseyorum y su especie hermana boreal Castoroides ohioensis, fueron los mayores castóridos que hayan vivido.

## Descripción

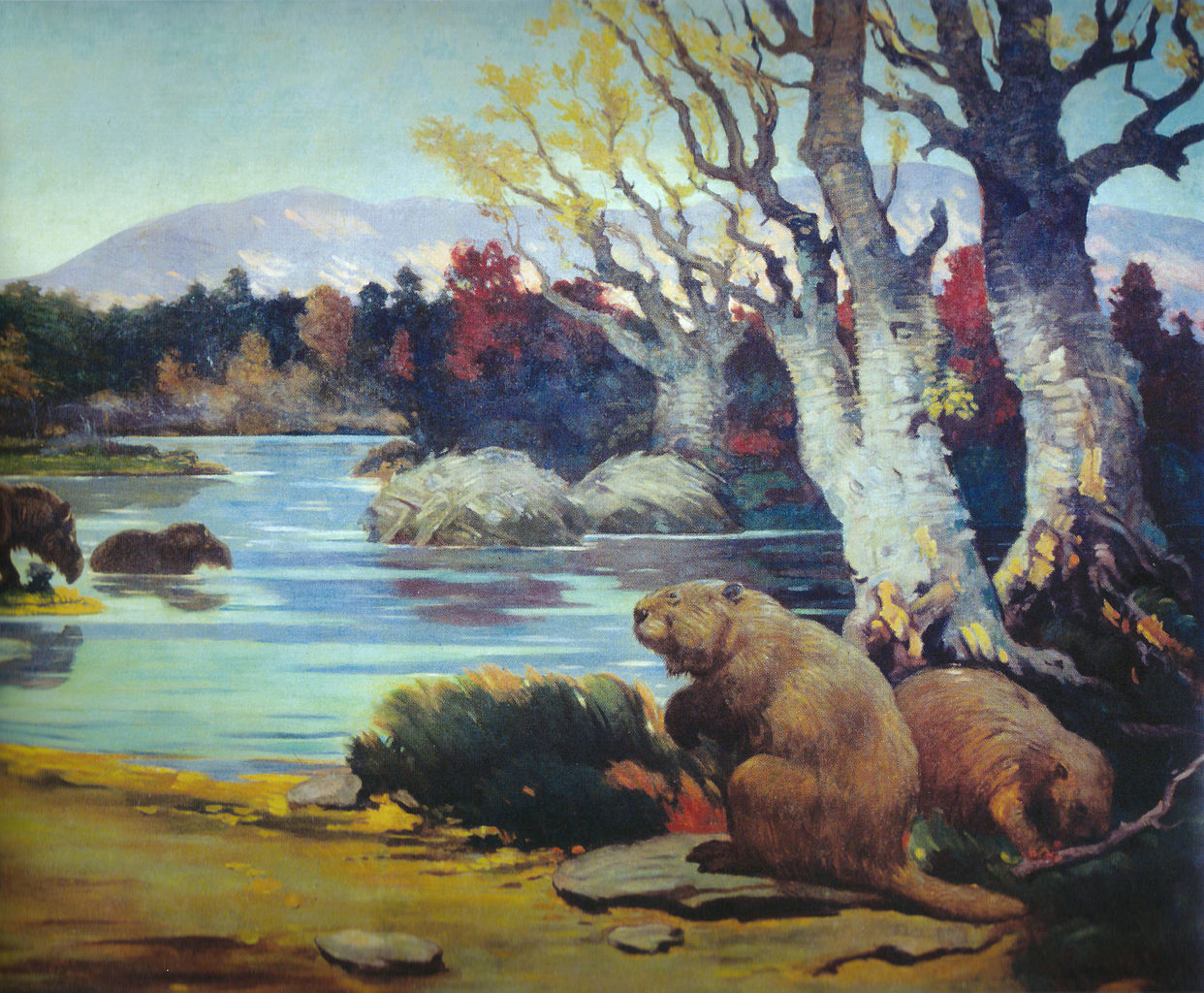
Ilustración de C. ohioensis por Charles Knight.

El castor gigante se veía similar a los castores modernos excepto por que, como su nombre común implica, era considerablemente mayor: crecía hasta los 2.4 metros de longitud;— lo que lo convertía en uno de los mayores roedores en Norteamérica durante la última era glacial— y pesaba aproximadamente entre 60 a 100 kg— el tamaño de un oso negro actual.
Sus pies posteriores eran mucho mayores que en los castores modernos, pero debido a que no se han encontrado restos de tejidos blandos, no se sabe si su cola era como la de los castores actuales. De la misma forma, solo se puede suponer sobre si sus pies eran palmeados como en las especies modernas.
Los incisivos medían 15 cm de largo, y tenían puntas romas y redondeadas, en contraste con las puntas similares a un cincel de los dientes de los castores modernos. Los molares estaban bien adaptados a moler y se parecían a los de capibaras con un patrón en forma de S en las superficies de los molares.
Castoroides ohioensis tenía una longitud de 2.5 m y un peso de hasta 100 kg; estimaciones anteriores sugerían un peso de hasta 220 kg. Vivió en Norteamérica durante la época del Pleistoceno y se extinguió al final de la última era de Hielo, hace 12 000 años.
C. leiseyorum tenía una longitud cercana a los 2.5 m y un peso estimado de 60–100 kg.

## Clasificación
Existen dos especies actualmente reconocidas como válidas:
- Castoroides leiseyorum (hallado sólo en Florida y Carolina del Sur)
- Castoroides ohioensis, sinónimo más antiguo de Castoroides nebrascensis (hallado a través de la parte continental de Estados Unidos y Canadá)

Estas dos especies no son parientes cercanos de los castores actuales (del género Castor).
El género Castoroides tipifica la extinta subfamilia Castoroidinae, la cual forma un linaje norteamericano que empieza en el Hemingfordiense (principios del Mioceno) con el género Monosaulax, seguido por Eucastor, Dipoides y Procastoroides, para culminar finalmente con Castoroides.

## Descubrimiento y especies

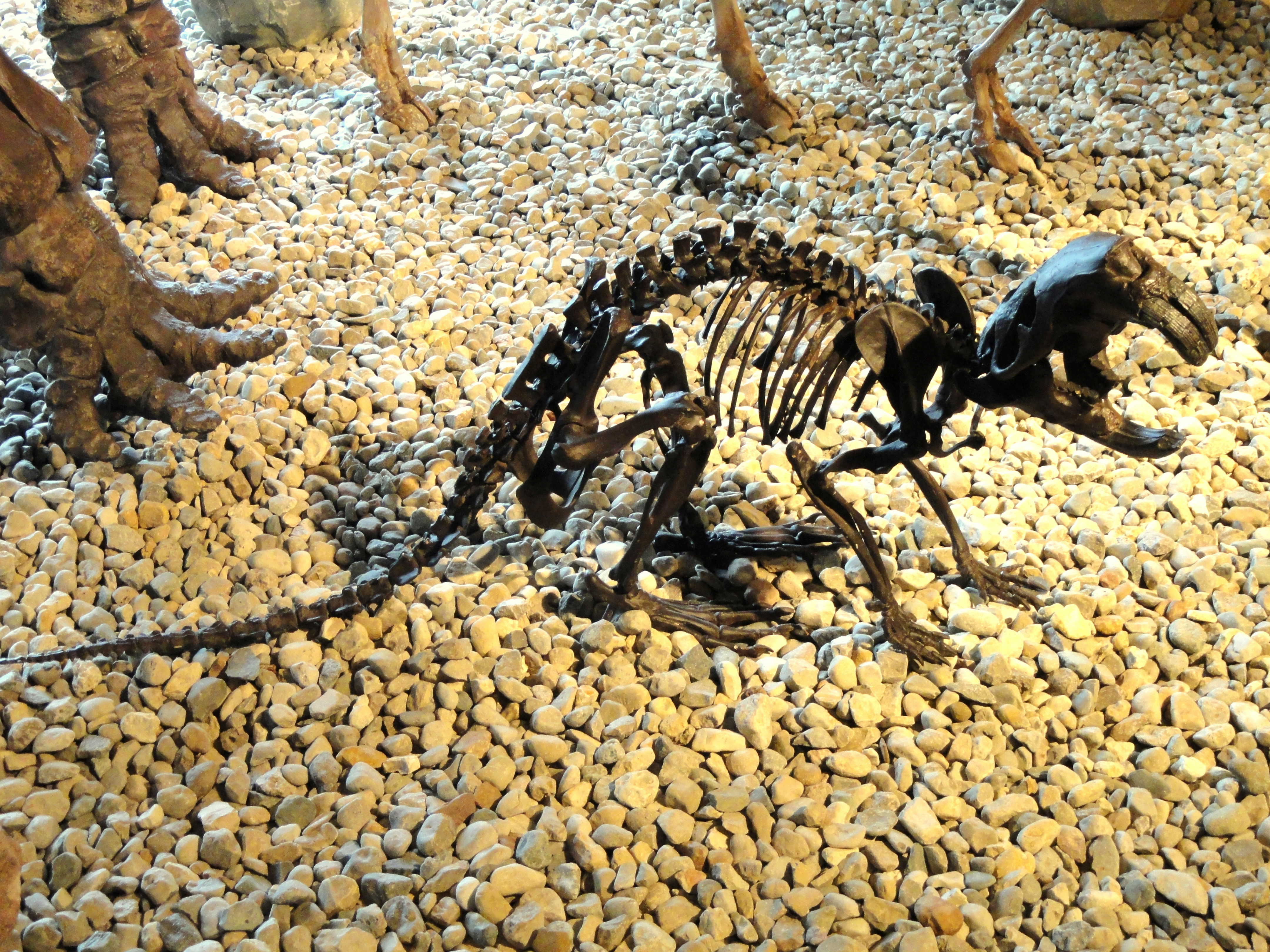
Reconstrucción de C. ohioensis realizada a partir de varios especímenes

Los primeros fósiles de castor gigante fueron descubiertos en 1837 en una turbera en Ohio, de donde proviene su nombre de especie ohioensis. No se sabe si el castor gigante construía represas como los castores actuales. En Ohio, ha habido reportes de una posible represa de castor gigante de cuatro pies de alto y ocho de diámetro, formada de pequeños árboles jóvenes. El reciente descubrimiento de clara evidencia de construcción de represas en el género relacionado Dipoides indica que el castor gigante probablemente también las construía.
Los fósiles de castor gigante se concentran alrededor del mediooeste de Estados Unidos en estados cercanos a los Grandes Lagos, particularmente en Illinois e Indiana, pero también se conocen especímenes desde Alaska y Canadá a Florida. Los especímenes de Florida han sido situados en la subespecie Castoroides ohioensis dilophidus, basándose en diferencias en características de los premolares y molares.
Los ejemplares de Castorides leiseyorum fueron descubiertos en Florida y Carolina del Sur. Mark D. Uhen, Ph.D. de la Universidad George Mason dató el último sitio (río Cooper) en 1.8 millones—11 000 años. Los especímenes de Florida fueron datados por John Alroy, Ph.D. usando la ordenación por evento de aparición para una edad de 2.1 millones de años. Castoroides leiseyorum fue nombrado por S. Morgan y J. A. White en 1995 en reconocimiento a la familia Leisey, propietarios de la cantera de fosfatos en la cual se halló el primer cráneo. Los especímenes fueron hallados en la Cantera Leisey Shell 1A y 3B, en Hillsborough County, Florida de hace 2.1 millones de años. La edad se basa en la evaluación de J. Alroy del 11 de noviembre de 2007,
y del sitio Strawberry Hill, (dragado del río Copper) en el condado de Charleston en Carolina del Sur. entre hace 1.8 Ma a 11 000 años.

## Extinción

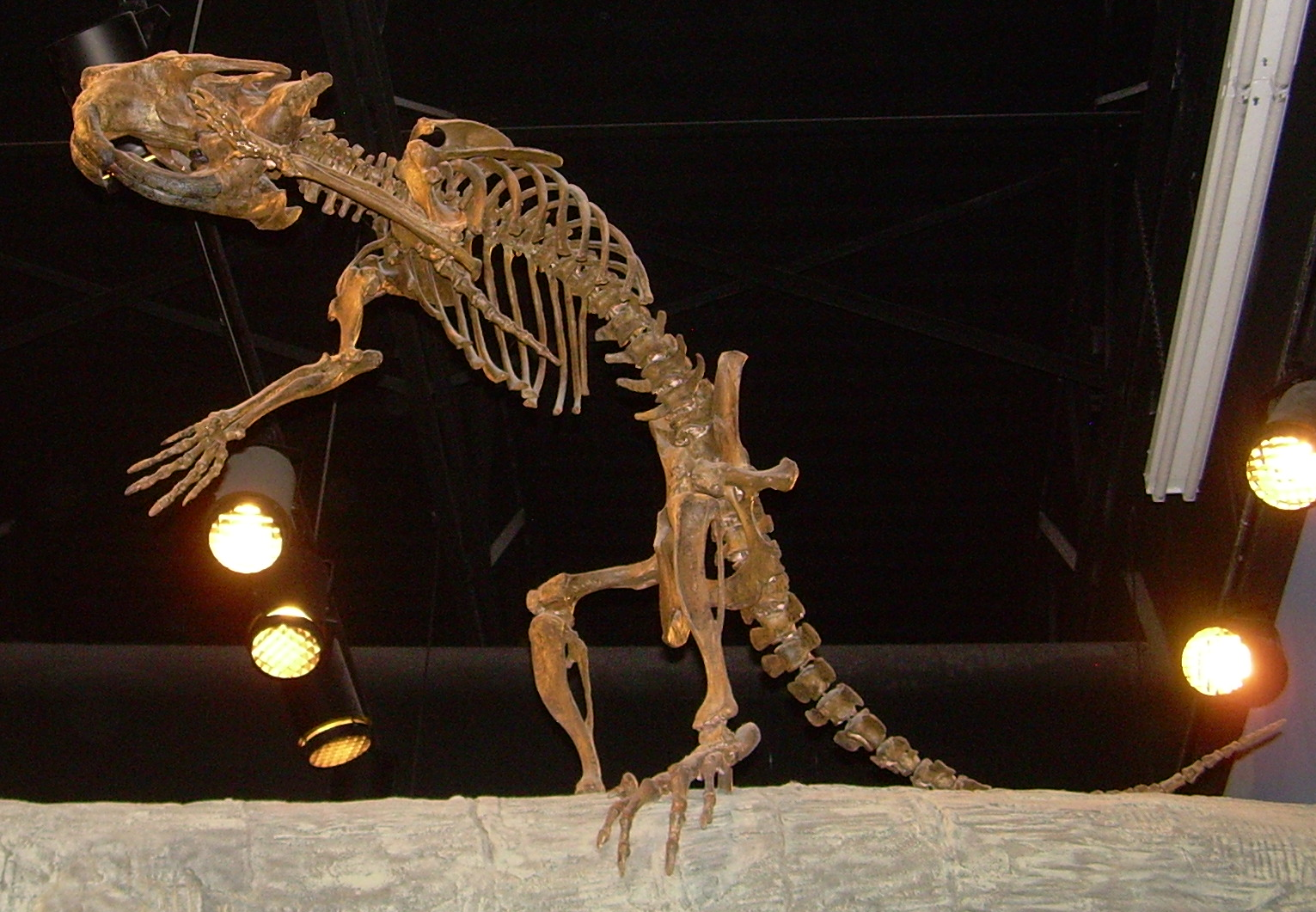
Esqueleto en exhibición

Los más antiguos fósiles conocidos (Castoroides leiseyorum) de Florida son de hace 1.4 millones de años, mientras que los más recientes (Castoroides ohioensis) de Toronto, Ontario, y del río Old Crow, en la región del Yukon, son de hace 130 000 años, pero se cree que el castor gigante murió hace cerca de 10 000 años junto a varias otras especies de megafauna americana como los mamuts, mastodontes y caballos.
La extinción del castor gigante pudo deberse a la reestructuración ecológica del final del Pleistoceno. La llegada de los humanos a América pudo haber sido también un factor, pero no hay evidencia de que los humanos cazaran al castor gigante.

## Folclore
Los pueblos nativos Mi'kmaq de Canadá y los Pocumtuck del Valle del río Connecticut de Massachusetts han relatado significativos mitos acerca de castores gigantes; véase Glooscap y Pocumtuck Range para los detalles. El pueblo Cree también tiene mitos acerca de castores gigantes.